# اشبی، شهرستان وارن، ویرجینیا
اشبی (به انگلیسی: Ashby) یک منطقهٔ مسکونی در ایالات متحده آمریکا است که در شهرستان وارن، ویرجینیا واقع شده‌است.